# Lista över musiktermer
Det här är en lista över musiktermer. Den innehåller utförandebeteckningar et cetera.
- För en mer uttömmande genomgång av modern notskrift, se notskrift.
- För en sammanställning över äldre och på annat sätt alternativa sätt att nedteckna musik, se musiknotation.
- För en grafisk sammanställning över de symboler och tecken som används i modern notskrift se symboler i notskrift.

## Lista över musiktermer

### A
- a cappella - sång utan ackompanjemang
- a prima vista - att spela direkt ur noter utan att ha sett dem i förväg
- a tempo i tempo, anger ofta att man skall gå tillbaka till ett föregående tempo efter ett accellerando eller ritardando
- accelerando - gradvis ökande av tempot
- accentato - med eftertryck
- adagietto - ganska långsamt
- adagio - lugnt, långsamt
- ad libitum, ad lib - latin efter sinnet, fritt uppförande
- agogik - grundelement som gör en musikalisk tolkning individuell
- affettuoso - (italienska ’tillgiven’) betyder med känsla.
- affrettando - påskyndande
- al segno it. till tecknet. Ses oftast i samband med termen da capo ("från början") som i "Da Capo al Segno" och indikerar då att stycket skall spelas om igen från början och fram till segnotecknet.
- alla breve - anger att taktarten räknas i halvnoter
- alla coda (al coda) - italienska till svansen (codan)
- alla fine (al fine) - italienska till slutet, Används tillsammans med da capo, dal segno, "från tecknet", och anger att stycket efter omtagning skall spelas fram till slutet eller till beteckningen Fine, "slut".
- allargando - bredare, något långsammare
- allegretto - något livligt
- allegro - livligt, snabbt
- am steg - ty. vid stallet, stråken förs nära stallet på ett stråkinstrument, motsvarar it. sul ponticello
- amoroso - kärleksfullt
- andante - italienska "gående", lugnt
- apassionato - passionerat
- appogiatura - förslag
- arco - it. båge, spel med stråke på stråkinstrument, som motsats till pizzicato
- aria - solosång, vanligen med men ibland även utan ackompanjemang
- arietta - en kort aria
- arioso - som en aria, melodiöst
- arpeggio - ett ackord som spelas "brutet" som en serie av toner oftast från den lägsta till den högsta
- assai - mycket, till exempel allegro assai - mycket livligt
- attacca - anger att två stycken eller satser sitter ihop utan paus

### B
- Bagatell - småstycke
- Ballad - större solosång med berättande romantiskt innehåll (även instrumentalstycke av liknande karaktär)
- Barcarolle - fr. venetiansk gondolsång, roddarvisa i 6/8 eller 9/8 takt
- Bariton (baryton) - den mellersta mansrösten. En högre bariton av halvt tenorartad karaktär kallas tenorbariton, en lägre bariton av mörk karaktär kallas basbariton
- Bas - den lägsta mansrösten, även den lägsta stämman i en sång- eller instrumentalsats
- Basklav - ombildning av bokstaven F utvisande att "lilla" f står på 4:de notlinjen

- basso continuo - basstämma i barockmusik
- basso ostinato - it. envis bas(stämma), kort bastema som upprepas
- Battuta - Taktslag eller takt.
- bel canto - en vokalteknik "skönsång"
- Bémol - fr. = b t. ex. mi-bémol = ess
- Ben, bene - väl, ordentligt
- Berceuse - fr. vaggsång
- Bis - två gånger
- Bissera - spela två gånger
- Bolero - spansk dans i 3/4 takt
- Bourée - fr. livlig fransk dans i 4/4 takt
- Breve - kort
- Brevis - latin, nottecken = 2 helnoter
- Brioso - eldigt, = con brio
- Buffo, buffa - lustig, komisk
- Burla - skämt
- Burlesco - putslustig

### C
- cadenza - kadens
- calando - avtagande (i hastighet och styrka)
- cantabile - sångbart
- capo - it. början, på en sats eller ett stycke
- cessura, caesura, - cessur: stopp, andningspaus

- coda it. svans, sista delen av ett musikstycke
- col, colla - it. med
- colla parte - med solostämman/solisten
- colla voce - med rösten
- col legno - it. med träet, man slår på strängarna på ett stråkinstrument med träet av stråken
- col pugno - med knytnäven
- come prima - som första gången
- comodo - bekvämt, till exempel allegro commodo
- con amore - it. med kärlek, kärleksfullt, av hjärtans lust
- con brio - it. med värme
- con bucca chiusa (cbch) - it. med stängd mun
- con fuoco - eldigt
- con moto - rörligt
- con sordino - med sordin
- coperta, pl. coperti - it. täckt, till exempel puka dämpad med en filt
- crescendo - it. växande, starkare och starkare

### D
- da capo - från början, förkortas d c
- da capo al fine - från början till slut (ofta till en punkt märkt fine)
- da capo al segno - från början till tecknet
- D.S., dal segno - från tecknet, se även segno Ett hopp i notskriften till segnotecknet. Förekommer ofta som Dal Segno al Fine (från tecknet till slutet) eller Dal Segno al Coda (från tecknet till kodan).
- decrescendo - samma som diminuendo
- diminuendo - avtagande i styrka
- divisi - anger att en sektion av instrument som normalt spelar samma stämma skall dela upp sig i flera, används oftast för någon av stråkstämmorna i en orkester
- dolce - mjukt
- dolcissimo - mycket mjukt
- doloroso - sorgset
- durata - varaktighet, längden på ett stycke (ofta i minuter)
- dux - ett tema i en fuga

### E
- eroico - heroiskt
- espressivo, espr. - uttrycksfullt

### F
- fermata - fermat, en ton eller paus hålls ut
- fill - utrymme för musikern att själv spela till exempel en upptakt
- fine - it. slut, anger var ett stycke avslutas
- forte noteras f - starkt
- fortepiano, fp, starkt och sedan omedelbart svagt
- fortissimo, ff - fortissimo. mycket starkt. Även fff - fortefortissimo etcetera
- forzando, se sforzando
- furioso - rasande

### G
- grave - tungt
- glissando noterat gliss. - att glida mellan två toner
- grandioso - storslaget
- grazioso - graciöst

### I
- immer - ty. alltid, = it. sempre
- in altissimo - en oktav upp

### L
- lamentando, lamentoso - klagande
- larghetto - ganska långsamt, inte lika långsamt som largo
- largo - brett, långsamt tempo
- legato - en fras spelas sammanhängande, motsatsen till staccato
- lento - långsam
- loco - (på) plats, (i) läge, anger att toner skall spelas i den oktav de är noterade, används för att upphäva till exempel en oktaveringsanvisning (8:va)
- lunga - general paus alternativt lös sträng

### M
- ma - it men
- ma non troppo - men inte för mycket
- maestoso - majestätiskt
- main droite, m.d., MD - fr. höger hand (på piano, spelas med högra handen)
- main gauche, m.g., MG, - fr. vänster hand
- mano destra - spelas med höger hand
- mano sinistra - spelas med vänster hand
- marcato - markerat, varje ton spelas som om den vore accentuerad
- meno - mindre
- meno mosso - mindre rörligt
- mezzo - medel-, halv-
- mezzo forte (mf), halvstarkt
- mezzo piano (mp), halvsvagt
- mezzo legato, något förbundna/sammanhängande toner
- mezzosopran, mellanhögt kvinnligt röstläge, lågsopran
- mezza voce (m. v.), med halv röst eller dämpad röstklang
- mezza manica, halv applikatur, andra läget (på stråkinstrument)
- moderato - måttligt, tempobeteckning mellan andante och allegro, används även i kombination, till exempel allegro moderato
- molto - it. mycket
- morendo - bortdöende
- moto - it. rörelse, oftast i con moto - rörligt

### N
- naturale - naturligt, används oftast för att upphäva speciella spelsätt; exempelvis för att återgå från sul ponticello

### O
- ossia - it. eller i stället, markerar ett alternativ för en viss takt eller passage
- ottava - it. oktav, som i ottava basso, en oktav djupare

### P
- passage - en sammanhållen del av ett musikstycke.
- passionato - passionerat
- pastorale - i pastoral stil, stillsamt och enkelt
- pesante - tungt
- peu à peu - fr. lite i taget
- piano, p - mjukt, svagt. Även pianissimo, pp, mycket svagt och pianopianissimo, ppp och så vidare.
- più - it. mer(a), till exempel i più mosso, mera rörligt
- poco - it. lite
- poco a poco - småningom, lite i taget
- poi - sedan, till exempel i crescendo poi subito piano - starkare och sedan plötsligt svagt
- portamento - 1: glidande mellan noter, motsvarande glissando 2: ett artikulationssätt på klaverinstrument motsvarande portato
- portato - mellanting mellan staccato och legato
- presto - mycket snabbt, prestissimo - så snabbt som möjligt
- prima volta - första gången (vid en repris)
- primo, prima - första

### Q
- quasi - nästan

### R
- rallentando, rall - breddande av tempo, eller successivt långsammare tempo
- rapido - snabbt
- ritardando, rit. - detsamma som rallentando

### S
- staccato - stötvis, hackigt, ej bundet; med tydligt skilda toner. Motsats: Legato.
- sforzando, Sf - en ton markeras genom att spelas starkt.
- sostenuto - återhållet, tillbakahållet, ganska långsamt

### T
- tempo - musikstyckets hastighet
- tonhöjd - upplevd frekvens av en ton